# Continue symmetrie
In de wiskunde is continue symmetrie een intuïtief idee om sommige symmetrieën als bewegingen op te vatten. Dit in tegenstelling tot bijvoorbeeld spiegelsymmetrie, die van de ene toestand naar de andere voert op een discrete manier. Continue symmetrie is grotendeels en met succes geformaliseerd in de wiskundige begrippen topologische groep, lie-groep en groepsbewerking. Voor de meeste praktische doeleinden wordt continue symmetrie gemodelleerd door een groepsbewerking op een topologische groep.
De eenvoudigste bewegingen volgen een een-parameter deelgroep van een lie-groep, zoals de euclidische groep van de drie-dimensionale ruimte. Translatie evenwijdig aan de {\displaystyle x}-as met {\displaystyle u} eenheden, waar {\displaystyle u} varieert, is bijvoorbeeld een één-parameter groep van bewegingen. Rotatie rond de {\displaystyle z}-as is ook een eenparametergroep.

## Stelling van Noether
Het begrip continue symmetrie speelt een fundamentele rol in de stelling van Noether in de theoretische natuurkunde, in de afleiding van behoudswetten uit symmetrieprincipes, speciaal voor continue symmetrieën. Het zoeken naar continue symmetrieën is geïntensificeerd met de verdere ontwikkelingen van de kwantumveldentheorie.